# Котабару
Котабару (индон. Kotabaru) — портовый город в Индонезии, расположенный на территории провинции Южный Калимантан. Административный центр одноимённого округа.

## Географическое положение
Город находится в восточной части провинции, в северной части острова Лаут, на побережье Макасарского пролива. Абсолютная высота — 0 метров над уровнем моря.

Котабару расположен на расстоянии приблизительно 178 километров к востоку-северо-востоку (ENE) от Банджармасина, административного центра провинции. В четырёх километрах южнее города расположен аэропорт (ICAO: WAOK).

## Население
По данным официальной переписи 1990 года, население составляло 44 097 человек.
Динамика численности населения города по годам:
| 1990   | 2012   |
| ------ | ------ |
| 44 097 | 64 107 |